# Patricia Dehaney
Patricia DeHaney (* 20. Jahrhundert) ist eine US-amerikanische Maskenbildnerin. Sie ist in der US-Filmbranche als Friseurin tätig.

## Leben
Patricia DeHaney absolvierte 1972 die Brooklyn High School in Brooklyn (Ohio). Danach wurde sie als Friseurin mit ihrem eigenen Salon tätig. In den 1990er Jahren kamen erste Aufträge als Hair-Stylistin bei Film und Fernsehen, welche sie bewogen, nach Los Angeles zu ziehen.
Zu ihren Arbeiten gehören Filme der Regisseure Clint Eastwood oder Christopher Nolan. Für die Biografie Vice – Der zweite Mann wurde sie 2019 zusammen mit Greg Cannom und Kate Biscoe mit dem Oscar für das Beste Make-up und beste Frisuren ausgezeichnet sowie für den British Academy Film Award nominiert. Für ihre Arbeit an Hillbilly-Elegie wurde sie 2021 in der gleichen Kategorie zusammen mit Eryn Krueger Mekash und Matthew Mungle erneut für einen Oscar nominiert.

## Filmografie (Auswahl)
- 1995: Tank Girl
- 1997–2001: Nash Bridges (Fernsehserie, 59 Folgen)
- 2002: Blood Work
- 2006: Letters from Iwo Jima
- 2008–2010: Nip/Tuck – Schönheit hat ihren Preis (Fernsehserie, 28 Folgen)
- 2009: Star Trek
- 2011: Kill the Boss
- 2012: The Dark Knight Rises
- 2013: Prakti.com
- 2014: Interstellar
- 2014: American Sniper
- 2015: Knight of Cups
- 2016: Sully
- 2017: Dunkirk
- 2018: Vice – Der zweite Mann (Vice)
- 2020: Hillbilly-Elegie (Hillbilly Elegy)
- 2021: Don’t Look Up